# Soyouz 37
Soyouz 37 est un vol habité du programme spatial de l'Union soviétique qui s'est déroulé du 23 juillet au 11 octobre 1980.
L'équipage rend visite à l'équipe résidente de Saliout 6. Ils reviennent avec Soyouz 36, laissant leur vaisseau à l'équipage résident.
C'est le premier vol spatial d'un citoyen vietnamien, et, par conséquent, d'une personne du sud-est asiatique.

## Équipage
Les nombres entre parenthèses indiquent le nombre de vols spatiaux effectués par chaque individu jusqu'à cette mission incluse.
Décollage :
- Viktor Gorbatko (3)
- Pham Tuan (1)

Atterrissage :
- Leonid Popov (1)
- Valery Ryumin (3)

## Paramètres de la mission
- Masse : 6800 kg
- Périgée : 197.8 km
- Apogée : 293.1 km
- Inclinaison : 51.61°
- Période : 89.12 minutes